# Ian Paisley
Ian Richard Kyle Paisley, barón de Bannside (Armagh, Irlanda del Norte, 6 de abril de 1926 - Belfast, Irlanda del Norte, 12 de septiembre de 2014), también conocido por los apodos de reverendo Ian Paisley, Doc, Doctor No, the Big Ian o the Big Man («el Gran Ian» o «el Gran Hombre») o Míster Nunca (proveniente de su constante afirmación de que jamás negociaría con sus irreconciliables enemigos, los católicos), fue un pastor protestante, político y escritor británico, fundador de la Iglesia Libre Presbiteriana del Úlster (1951) y la Asociación en Defensa del Úlster (UDA, 1981), un «ejército de ciudadanos» comprometidos con la defensa del protestantismo y la fidelidad a la Corona británica por todos los medios, incluida la lucha armada, así como líder desde septiembre de 1971 del Partido Unionista Democrático del Úlster (DUP), defensor a ultranza de la pertenencia de Irlanda del Norte al Reino Unido.
A lo largo de su existencia, se manifestó visceralmente contrario a cualquier acuerdo con la Iglesia católica (para Paisley, el papa era «el Anticristo» –en junio de 1963, protestó por el hecho de que el Ayuntamiento de Belfast hubiese izado su bandera a media asta por la muerte de Juan XXIII; de nuevo, el 11 de octubre de 1988, trató de impedir que Juan Pablo II pronunciase un discurso en el Parlamento Europeo, mientras mostraba un cartel en el que figuraba la palabra «ANTICRISTO»–), el aborto o la despenalización de la homosexualidad a través de la campaña «Salvar al Ulster de la sodomía».
Para el ex primer ministro Tony Blair, fue un político «de profundas convicciones», que «comenzó [de] militante y acabó [siendo] un hombre de paz»; para David Cameron, su contribución en los últimos años a la pacificación de Irlanda del Norte fue «enorme»; McGuinness manifestó su pesar por el fallecimiento de «un buen amigo».
Por el contrario, según el escritor y periodista Sean O'Hagan, «el improbable abrazo final de Paisley para compartir el poder en Irlanda del Norte que, no lo olvidemos, le aseguró el puesto de primer ministro, apaciguando así finalmente su colosal ambición y su ego, parece que haya cegado a la mayoría de comentaristas respecto a su largo historial de disturbios, demagogia e intolerancia, por no hablar de sus coqueteos con el paramilitarismo».

## Datos biográficos

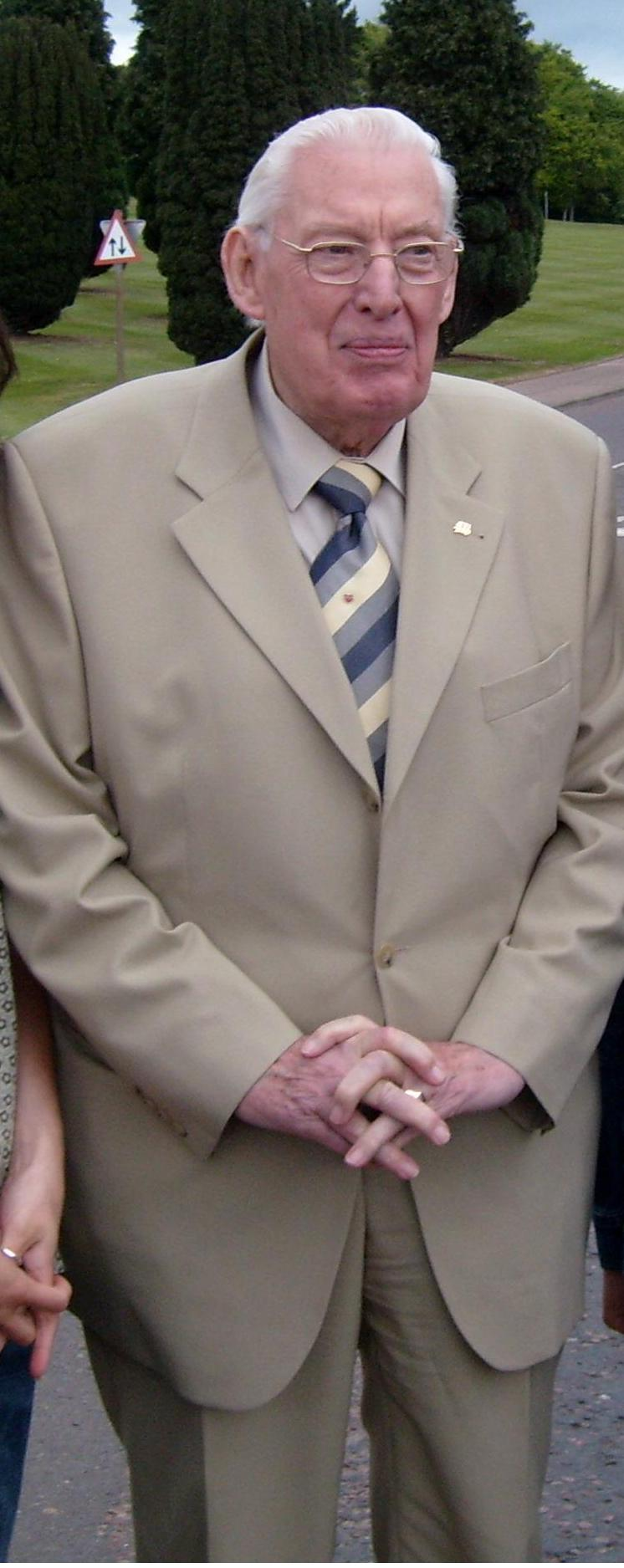
Ian Paisley en mayo de 2007.

Ian Richard Kyle Paisley nació en el seno de una de las numerosas familias escocesas que emigraron al norte de Irlanda a principios del siglo XVII (para algunos estudiosos del tema, el origen del conflicto norirlandés provendría del enfrentamiento «étnico» entre las comunidades protestante anglo-escocesa y católica irlandesa).
Fueron sus padres James Kyle Paisley, un pastor bautista independiente nacido en Sixmilecross –Condado de Tyrone– en agosto de 1891, que, de 1912 a 1913, había servido en los Voluntarios del Úlster a las órdenes de Edward Carson, e Isabella Turnbull, hija de un ferroviario de Kilsyth –Escocia–, una estricta presbiteriana que ejercerá sobre el niño una gran influencia.
Tras estudiar en la Model y la Technical High School de Ballymena y trabajar en una granja de Sixmilecross, decidió cursar Teología en la Barry School of Evangelism (conocida en la actualidad como Wales Evangelical School of Theology) de Bridgend –Gales– y (un año) en la Reformed Presbyterian Theological Hall de Belfast, siendo ordenado ministro el 1 de agosto de 1946. En una entrevista radiada esa misma semana, recordó: «La casa de mi padre en Rostrevor fue quemada por el IRA».
A principios de 1951, las autoridades eclesiásticas prohibieron la celebración de una cierta misión evangélica (prevista, al parecer, para el 3 de febrero) en la congregación de Crossgar –Condado de Down–, que iba a ser dirigida por Ian Paisley. La respuesta de algunos de sus miembros fue el abandono de la Iglesia Presbiteriana de Irlanda (PCI) y la inmediata fundación de la Iglesia Libre Presbiteriana del Úlster, de la que Paisley será su líder (o «moderador») hasta 2008.
El 13 de octubre de 1956, contrajo matrimonio con Eileen Emily Cassells. De esta unión, nacieron cinco hijos: Sharon (1957), Rhonda (1959), Cherith (1965) y los gemelos Kyle e Ian (1966).
En 1969 fue condenado por el Tribunal de Armagh a tres meses y medio de prisión y dos años de libertad vigilada por su activa participación en los disturbios de ese mismo año en Irlanda del Norte.
De nuevo, en 1977, fue arrestado como uno de los autores del levantamiento de barricadas durante los incidentes de Ballymena –Condado de Antrim–.
Alejado de la vida pública por problemas de salud (en febrero de 2012, fue ingresado en un hospital de las afueras de Belfast tras sufrir un ataque al corazón), falleció en la capital el 12 de septiembre de 2014, a la edad de 88 años, siendo sepultado en la más estricta intimidad (tres días después) en la iglesia de la Free Presbyterian Church of Ulster de Ballygowan –Condado de Down–.

## Carrera política
Ian Paisley comenzó su carrera política (stricto sensu) en 1966 con la fundación del Ulster Constitution Defence Committee (UCDC) y los Ulster Protestant Volunteers (UPV), de carácter paramilitar.
En todo caso, cabe resaltar que ya de cara a las elecciones generales de 1950 participó en la campaña a favor del candidato del Partido Unionista del Úlster (UUP), el ministro de la Iglesia de Irlanda James Godfrey MacManaway.
En 1956, fue uno de los fundadores de la Ulster Protestant Action (UPA), entre cuyos objetivos iniciales se encontraba la organización de la defensa de las áreas –tanto rurales como urbanas– protestantes frente a los ataques del IRA.
Pero fue desde mediados de los años 60 cuando comenzó a forjarse su imagen pública más controvertida de enemigo acérrimo de los católicos, de encendida oratoria (había pronunciado su primer sermón a los 16 años en County Tyrone –Condado de Tyrone–), que nunca se sentaría a negociar con los nacionalistas, radical e intransigente, que dio la vuelta al mundo.
De 1970 a 2010, fue miembro del Parlamento Británico por North Antrim, así como diputado de la Asamblea de Irlanda del Norte (de la que fue expulsado por «desacato») y el Parlamento Europeo de 1979 a 2004. Más tarde, ocupó un escaño en la Cámara de los Comunes, de la que también fue expulsado, en 1981, por «mal comportamiento».
En 1985, encabezó el rechazo al acuerdo anglo-irlandés firmado por Margaret Thatcher y el primer ministro Garret FitzGerald, uniendo sus fuerzas a las del entonces líder unionista norirlandés James Molyneaux (la relación se rompió cuando Paisley se dio cuenta de que este estaba dispuesto a negociar con el gobierno de Irlanda). Miles de personas asistieron a una manifestación de protesta bajo el lema Ulster Says No (en español, «Ulster dice no»), que discurrió por el centro de Belfast.
Enemigo declarado del nacionalismo, fue el único representante de las distintas fuerzas políticas norirlandesas que se negó a firmar el denominado «Acuerdo de Viernes Santo» de 1998 (ya en 1993, se había mostrado claramente disconforme con la llamada «Declaración de Paz de Downing Street»), refrendado en toda Irlanda.
Como candidato del DUP –mayoritario en la región– a la Asamblea de Irlanda del Norte, fue nombrado ministro principal (First Minister) en mayo de 2007 (con 81 años de edad), teniendo como «número dos» (Deputy First Minister) entre 2007 y 2008 al excomandante del Sinn Fein Martin McGuinness.
Finalmente, en 2008, dimitió de buena parte de sus cargos, siendo sustituido por Peter Robinson como líder del DUP y ministro principal de Irlanda del Norte.

### Ministro principal
Tras el desarme del Ejército Republicano Irlandés (IRA) en 2005 y la victoria del DUP en marzo de 2007, accedió a reunirse ese mismo año con la «panda de terroristas» de Gerry Adams y Martin McGuinness, acordando con sus antiguos enemigos políticos («los diablos de Dublín») un gobierno de concentración («Cabe preguntarse si este [cambio de actitud] es un gran "acto de fe" o si al reverendo, casado y con cinco hijos, le ha podido la tentación de acabar su carrera en el paraíso terrenal [sic] del Gobierno del Ulster»).

No podemos permitir que nuestro justificado aborrecimiento de los horrores y tragedias del pasado se convierta en barrera para crear un mejor y más estable futuro para nuestros hijos.

Ian Paisley.

La restauración de las instituciones políticas el 8 de mayo marca el comienzo de una nueva era política en esta isla.

Gerry Adams.

Si años atrás alguien me hubiera dicho que estaría aquí, ni yo le hubiese creído.

Ian Paisley a Tony Blair durante su toma de posesión como ministro principal de Irlanda del Norte.

Cuando en marzo de 2008 anunció su próxima renuncia al cargo de primer ministro de Irlanda del Norte, justificó su decisión debido a la creciente presión en el seno de su partido para que abandonase la política activa.

## Algunas obras
- (1996). Christian Foundations. Ambassador Publications. ISBN 978-1898787709.
- (1996). Garments of Christ. Ambassador Publications. ISBN 978-1898787723.
- (1997). An Exposition of the Epistle to the Romans. Emerald House Group. ISBN 978-1898787716.
- (1997). Expository Sermons. Ambassador Intl. ISBN 978-1898787747.
- (1997). My Plea for the Old Sword. Emerald House Group. ISBN 978-1840300154.
- (1997). The Rent Veils at Calvary. Emerald House Group. ISBN 978-1898787341.
- (1998). Into the Millenium – 20th Century Messages for 21st Century Living. Emerald House Group. ISBN 978-1840300253.
- (1998). Text a Day Keeps the Devil Away. Emerald House Group. ISBN 978-1898787860.
- (1999). For Such a Time as This – Recollections, Reflections, Recognitions by Ian Paisley. Ambassador Publications. ISBN 978-1840300734.
- (1999). Grow Old Along with Me. Emerald House Group Inc. ISBN 978-1840300703.
- (1999). Sermons with Startling Titles. Ambassador Publications. ISBN 978-1840300482.